# Liste der Kantone im Département Haute-Savoie
Das Département Haute-Savoie liegt in der Region Auvergne-Rhône-Alpes in Frankreich. Es untergliedert sich in 4 Arrondissements und 17 Kantonen (Wahlkreisen).

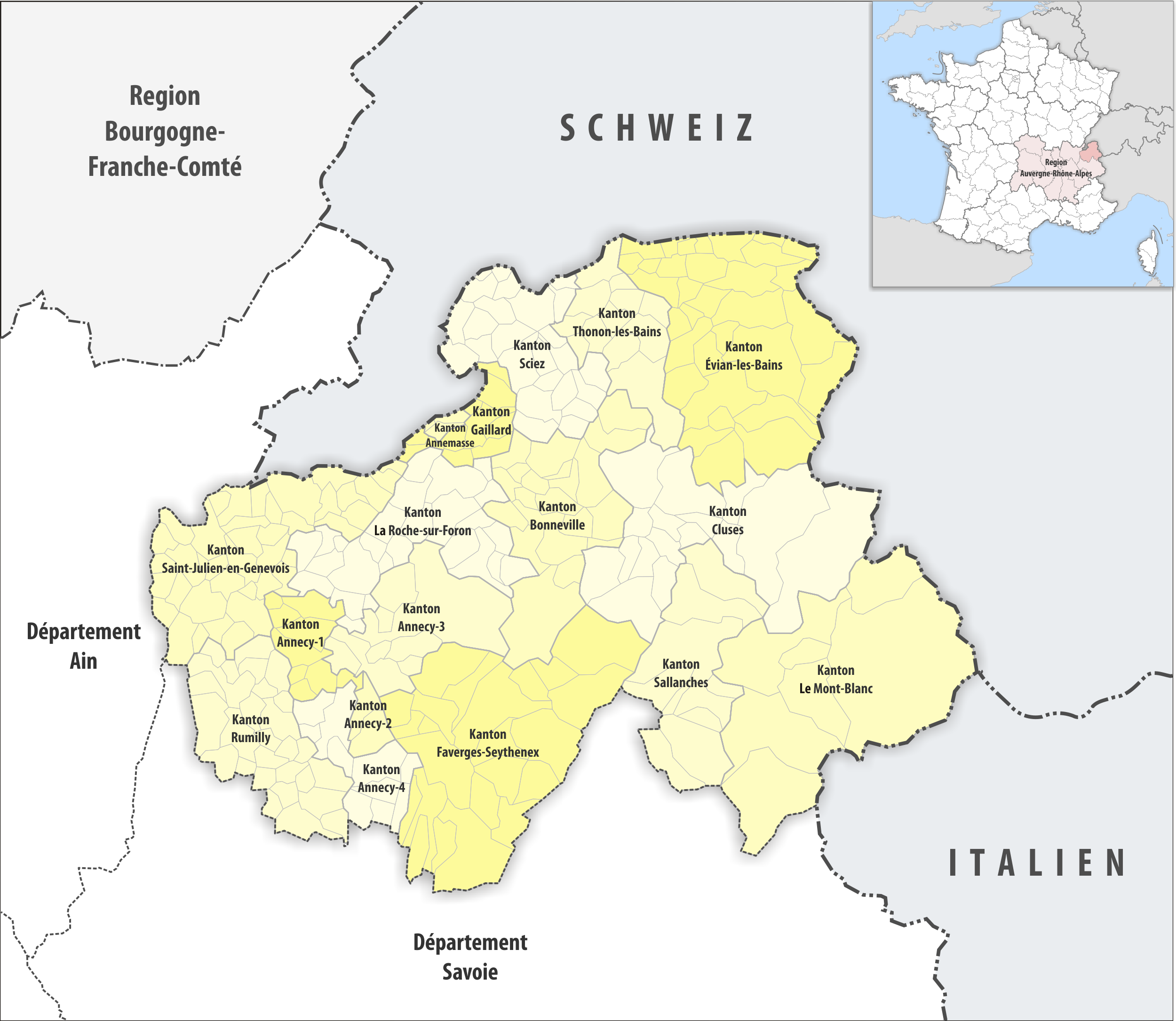
Gemeinden und Kantone im Département Haute-Savoie

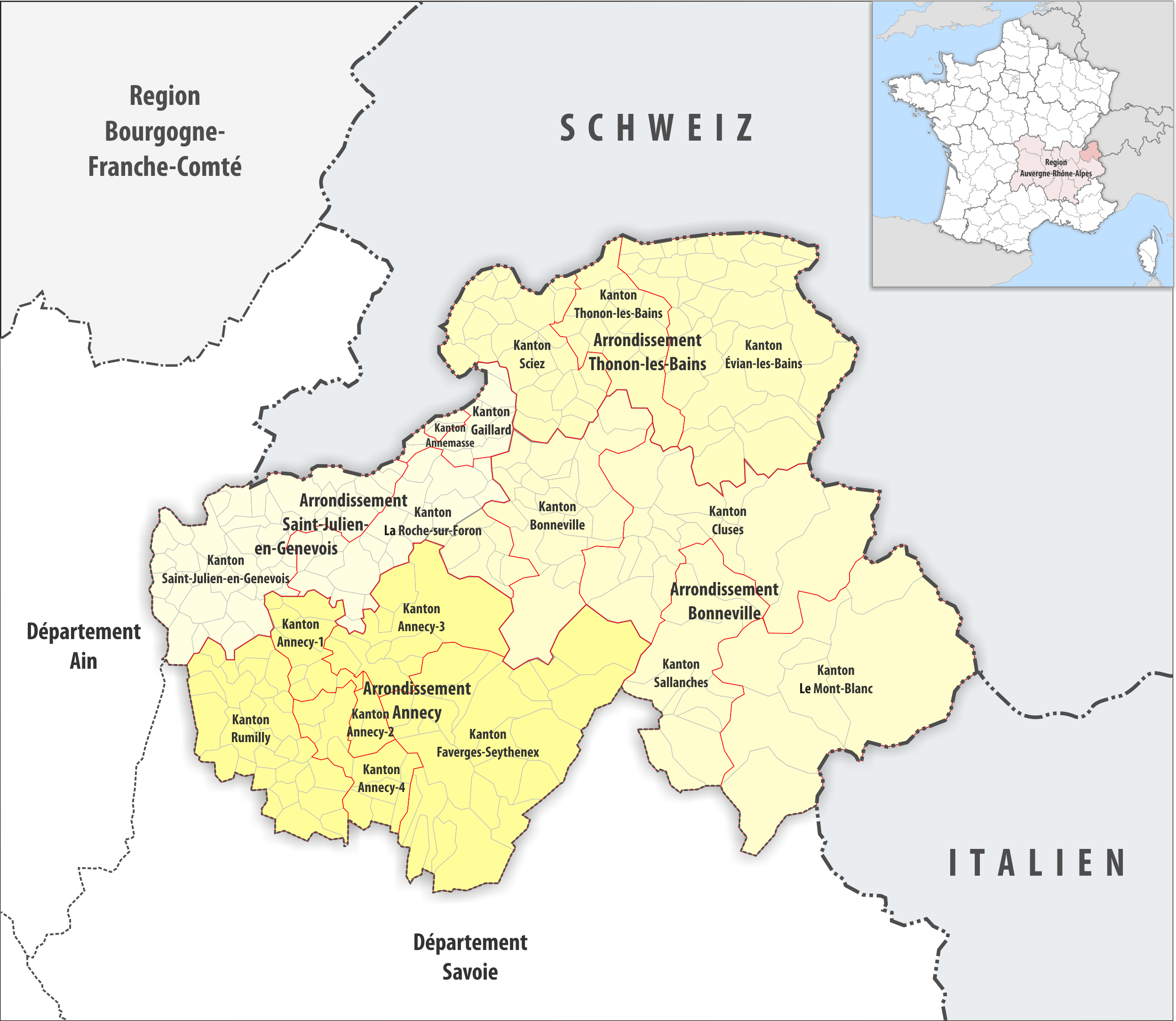
Gemeinden, Arrondissemente und Kantone im Département Haute-Savoie

| Kanton                   | Gemeinden | Einwohner 1. Januar 2022 | Fläche km² | Dichte Einw./km² | Code INSEE | Arrondissement(e)                    |
| ------------------------ | --------- | ------------------------ | ---------- | ---------------- | ---------- | ------------------------------------ |
| Annecy-1                 | 8 1⁄4     | 51.125                   | 84,96      | 602              | 7401       | Annecy                               |
| Annecy-2                 | 1 ⁄4      | 40.215                   | 26,55      | 1.515            | 7402       | Annecy                               |
| Annecy-3                 | 7 1⁄4     | 60.166                   | 215,81     | 279              | 7403       | Annecy                               |
| Annecy-4                 | 9 1⁄4     | 55.215                   | 105,22     | 525              | 7416       | Annecy                               |
| Annemasse                | 3         | 53.060                   | 10,72      | 4.950            | 7404       | Saint-Julien-en-Genevois             |
| Bonneville               | 20        | 58.255                   | 312,04     | 187              | 7405       | Bonneville                           |
| Cluses                   | 16        | 54.151                   | 476,72     | 114              | 7406       | Bonneville                           |
| Évian-les-Bains          | 33        | 52.247                   | 540,81     | 97               | 7407       | Thonon-les-Bains                     |
| Faverges-Seythenex       | 23        | 40.583                   | 553,58     | 73               | 7408       | Annecy, Bonneville                   |
| Gaillard                 | 10        | 43.765                   | 73,42      | 596              | 7409       | Saint-Julien-en-Genevois             |
| Le Mont-Blanc            | 7         | 31.372                   | 442,65     | 71               | 7410       | Bonneville                           |
| La Roche-sur-Foron       | 27        | 55.658                   | 277,75     | 200              | 7411       | Bonneville, Saint-Julien-en-Genevois |
| Rumilly                  | 28        | 47.480                   | 267,79     | 177              | 7412       | Annecy                               |
| Saint-Julien-en-Genevois | 40        | 67.038                   | 361,89     | 185              | 7413       | Saint-Julien-en-Genevois             |
| Sallanches               | 9         | 32.360                   | 266,55     | 121              | 7414       | Bonneville                           |
| Sciez                    | 25        | 52.314                   | 238,86     | 219              | 7415       | Thonon-les-Bains                     |
| Thonon-les-Bains         | 12        | 54.579                   | 170,28     | 321              | 7417       | Thonon-les-Bains                     |
| Département Haute-Savoie | 279       | 849.583                  | 4.425,60   | 192              | 74         | –                                    |

## Liste ehemaliger Kantone
Bis zum Neuzuschnitt der französischen Kantone im März 2015 war das Département Haute-Savoie wie folgt in 34 Kantone unterteilt:
| Arrondissement           | Kantone |
| ------------------------ | --- |
| Annecy                   | Alby-sur-Chéran, Annecy-Centre, Annecy-Nord-Est, Annecy-Nord-Ouest, Annecy-le-Vieux, Faverges, Rumilly, Seynod, Thônes und Thorens-Glières      |
| Bonneville               | Bonneville, Chamonix-Mont-Blanc, Cluses, La Roche-sur-Foron, Saint-Gervais-les-Bains, Saint-Jeoire, Sallanches, Samoëns, Scionzier und Taninges |
| Saint-Julien-en-Genevois | Annemasse-Nord, Annemasse-Sud, Cruseilles, Frangy, Reignier-Ésery, Saint-Julien-en-Genevois, Seyssel (Haute-Savoie)                             |
| Thonon-les-Bains         | Abondance, Le Biot, Boëge, Douvaine, Évian-les-Bains, Thonon-les-Bains-Est, Thonon-les-Bains-Ouest                                              |